# Jacek Woźniak (żużlowiec)
Jacek Woźniak (ur. 6 grudnia 1969 w Szubinie) – polski żużlowiec i trener sportu żużlowego.

## Życiorys
Sport żużlowy uprawiał w latach 1987–2006, reprezentując następujące kluby: Polonię Bydgoszcz (1987–1992), Wybrzeże Gdańsk (1993–1998), ŻKS Krosno (1999–2004) oraz TŻ Łódź (2005–2006). W swoim dorobku posiada cztery medale Drużynowych Mistrzostw Polski: złoty (1992), srebrny (1987) oraz dwa brązowe (1988, 1990). Był również dwukrotnym medalistą Mistrzostw Polski Par Klubowych: złotym (Bydgoszcz 1991) i srebrnym (Gorzów Wielkopolski 1992).
W 1988 r. zajął II m. w turnieju o "Brązowy Kask". W tym samym roku zdobył w Rzeszowie brązowy medal Młodzieżowych Mistrzostw Polski Par Klubowych. Trzykrotnie stawał na podium Młodzieżowych Drużynowych Mistrzostw Polski, w latach: 1987 (Gorzów Wielkopolski, III m.), 1988 (Bydgoszcz, II m.) oraz 1989 (Rzeszów, I m.). W 1992 r. wystąpił w rozegranym w Miszkolcu półfinale kontynentalnym (eliminacji Indywidualnych Mistrzostw Świata (w turnieju tym zajął XVI miejsce).
Po zakończeniu czynnej kariery sportowej zajął się szkoleniem, w 2009 r. prowadził kadrę juniorów Polonii Bydgoszcz, a w sezonach 2010, 2013-15 oraz 2022-23 jako pierwszy trener tego klubu. W 2023 został trenerem Akademii Czarnego Gryfa.
W 2011 r. został selekcjonerem kadry narodowej miniżużlowców (zawodników do 16 lat).